# Europese kampioenschappen indooratletiek 2015
De Europese kampioenschappen indooratletiek 2015 werden van 5 tot en met 8 maart 2015 gehouden in de O2 Arena in de Tsjechische hoofdstad Praag.

## Kandidatuur gaststad
Naast Praag had ook Istanbul in Turkije zich kandidaat gesteld als gaststad voor de EK indoor. In mei 2012 werd besloten dat Praag het evenement mocht organiseren. De stad heeft eerder al de Europese indooratletiekspelen (voorloper van de kampioenschappen) in 1967 georganiseerd en de Europese kampioenschappen outdooratletiek in 1978.

## Prestaties Belgische en Nederlandse selectie

### België
| Atleet                                                                           | Ronde                                            | Prestatie                         | Plaats              |
| -------------------------------------------------------------------------------- | ------------------------------------------------ | --------------------------------- | ------------------- |
| Eline Berings (60 m horden)                                                      | 1e ronde halve finale                            | 8,01 8,02 -                       | 2 5 -               |
| Anne Zagré (60 m horden)                                                         | 1e ronde halve finale finale                     | 8,15 -                            | 4 -                 |
| Nafissatou Thiam (vijfkamp)                                                      | 60 mH hoog kogel ver 800 m totaal                | 8,42 1,89 14,80 6,33 2.24,23 4696 | 5 · 4 · 8 · 2 · 6 · |
| Dylan Borlée (400 m)                                                             | 1e ronde halve finale finale                     | 47,36 46,72 46,25                 | 2 · 1 ·             |
| Jan Van Den Broeck (800 m)                                                       | 1e ronde halve finale finale                     | 1.49,57 1.51,09 -                 | 2 3 -               |
| Pieter-Jan Hannes (3000 m)                                                       | kwalificatie finale                              | 7.47,55 7.59,43                   | 3 12                |
| Damien Broothaerts (60 m horden)                                                 | 1e ronde halve finale finale                     | 7,69 7,72 -                       | 4 7 -               |
| Niels Pittomvils (zevenkamp)                                                     | 60 m ver kogel hoog 60 mH polsstok 1000 m totaal | 7,22 NM DNS - DNF                 | 5 0 -               |
| Julien Watrin, Dylan Borlée, Jonathan Borlée, Kevin Borlée (4 × 400 m estafette) | finale                                           | 3.02,87                           | Goud                |

### Nederland

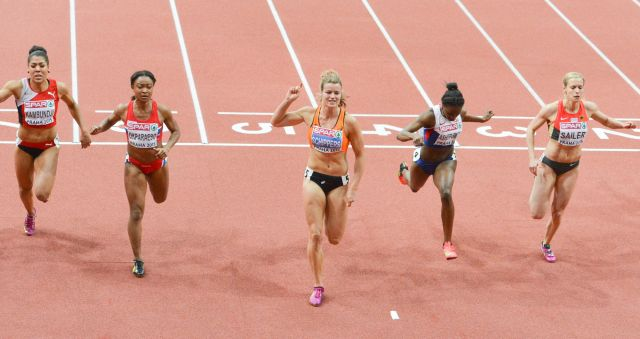
Dafne Schippers wint de 60 m en is nu niet alleen outdoor, maar ook indoor de beste sprintster van Europa.

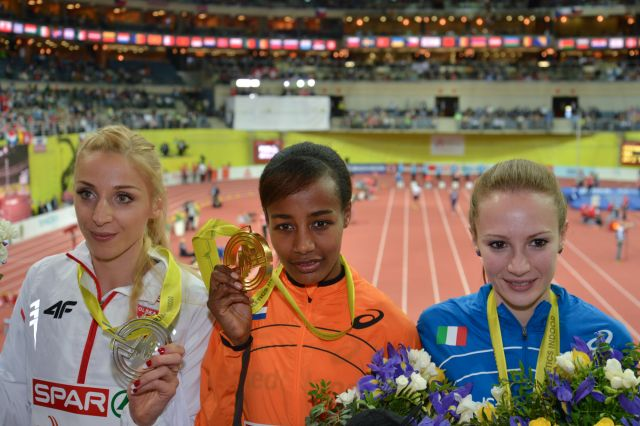
Sifan Hassan op het erepodium met haar op de 1500 m behaalde gouden plak.

| Atleet                             | Ronde                                            | Prestatie                                   | Plaats                      |
| ---------------------------------- | ------------------------------------------------ | ------------------------------------------- | --------------------------- |
| Jamile Samuel (60 m)               | 1e ronde halve finale finale                     | 7,26 7,20 7,19                              | 3 7                         |
| Dafne Schippers (60 m)             | 1e ronde halve finale finale                     | 7,07 7,10 7,05                              | 1 · 1 ·                     |
| Madiea Ghafoor (400 m)             | 1e ronde halve finale finale                     | 53,06 53,64 -                               | 1 6 -                       |
| Sifan Hassan (1500 m)              | finale                                           | 4.09,04                                     | Goud                        |
| Maureen Koster (3000 m)            | kwalificatie finale                              | 8.57,59 8.51,64                             | 1 ·                         |
| Nadine Visser (60 m horden)        | 1e ronde halve finale finale                     | 8,12 DNF -                                  | 5 -                         |
| Femke Pluim (polsstokhoogspringen) | kwalificatie finale                              | 4,30 -                                      | 16 -                        |
| Nadine Broersen (vijfkamp)         | 60 mH hoog kogel ver 800 m totaal                | 8,31 1,77 DNS - DNF                         | 3 12 -                      |
| Anouk Vetter (vijfkamp)            | 60 mH hoog kogel ver 800 m totaal                | 8,33 1,77 14,80 6,29 2.24,48 4548           | 4 11 7 3 7 8                |
| Brian Mariano (60 m)               | 1e ronde halve finale finale                     | 6,64 -                                      | 2 4 -                       |
| Terrence Agard (400 m)             | 1e ronde halve finale finale                     | 47,56 -                                     | 4 -                         |
| Bjorn Blauwhof (400 m)             | 1e ronde halve finale finale                     | 47,52 48,38 -                               | 3 6 -                       |
| Liemarvin Bonevacia (400 m)        | 1e ronde halve finale finale                     | 47,62 -                                     | 3 -                         |
| Thijmen Kupers (800 m)             | 1e ronde halve finale finale                     | 1.48,19 1.47,34 1.47,25                     | 2 · 2 ·                     |
| Gregory Sedoc (60 m horden)        | 1e ronde halve finale finale                     | 7,72 7,65 -                                 | 5 -                         |
| Eelco Sintnicolaas (zevenkamp)     | 60 m ver kogel hoog 60 mH polsstok 1000 m totaal | 6,98 7,51 14,03 1,98 7,98 5,20 2.39,00 6185 | 2 · 4 · 7 · 8 · 4 · 2 · 3 · |
| Pieter Braun (zevenkamp)           | 60 m ver kogel hoog 60 mH polsstok 1000 m totaal | 7,23 7,11 13,85 1,98 8,17 NM 2.51,77 4832   | 6 7 9 6 5 0 11 12           |

## Medailles

### Mannen
| Onderdeel            | Goud                                                           | Goud       | Zilver                                                           | Zilver     | Brons                                                      | Brons           |
| -------------------- | -------------------------------------------------------------- | ---------- | ---------------------------------------------------------------- | ---------- | ---------------------------------------------------------- | --------------- |
| 60 m                 | Richard Kilty Verenigd Koninkrijk                              | 6,51 SB    | Christian Blum Duitsland                                         | 6,58       | Julian Reus Duitsland                                      | 6,60 =SB        |
| 400 m                | Pavel Maslák Tsjechië                                          | 45,33 CR   | Dylan Borlée België                                              | 46,25 PB   | Rafał Omelko Polen                                         | 46,26 PB        |
| 800 m                | Marcin Lewandowski Polen                                       | 1.46,67    | Mark English Ierland                                             | 1.47,20    | Thijmen Kupers Nederland                                   | 1.47,25 SB      |
| 1500 m               | Jakub Holuša Tsjechië                                          | 3.37,68 NR | Ilham Tanui Özbilen Turkije                                      | 3.37,74 SB | Chris O'Hare Verenigd Koninkrijk                           | 3.38,96 SB      |
| 3000 m               | Ali Kaya Turkije                                               | 7.38,42 NR | Lee Emanuel Verenigd Koninkrijk                                  | 7.44,48 PB | Henrik Ingebrigtsen Noorwegen                              | 7.45,54 NR      |
| 60 m horden          | Pascal Martinot-Lagarde Frankrijk                              | 7,49 SB    | Dimitri Bascou Frankrijk                                         | 7,50       | Wilhem Belocian Frankrijk                                  | 7,52 PB         |
| 4×400 m              | België Julien Watrin Dylan Borlée Jonathan Borlée Kevin Borlée | 3.02,87 AR | Polen Karol Zalewski Rafał Omelko Łukasz Krawczuk Jakub Krzewina | 3.02,97 NR | Tsjechië Daniel Němeček Patrik Šorm Jan Tesař Pavel Maslák | 3.04,09 NR      |
| Verspringen          | Michel Tornéus Zweden                                          | 8,30 NR    | Radek Juška Tsjechië                                             | 8,10 PB    | Andreas Otterling Zweden                                   | 8,06 PB         |
| Hink-stap-springen   | Nelson Évora Portugal                                          | 17,21 SB   | Pablo Torrijos Spanje                                            | 17,04 NR   | Marian Oprea Roemenië                                      | 16,91 SB        |
| Hoogspringen         | Danil Tsyplakov Rusland                                        | 2,31 =SB   | Silvano Chesani Italië                                           | SB 2,31 PB | Niet uitgereikt                                            | Niet uitgereikt |
| Hoogspringen         | Danil Tsyplakov Rusland                                        | 2,31 =SB   | Adónios Mástoras Griekenland                                     | SB 2,31 PB | Niet uitgereikt                                            | Niet uitgereikt |
| Polsstokhoogspringen | Renaud Lavillenie Frankrijk                                    | 6,04 CR    | Aleksandr Gripitsj Rusland                                       | 5,85 PB    | Piotr Lisek Polen                                          | 5,85            |
| Kogelstoten          | David Storl Duitsland                                          | 21,23      | Asmir Kolašinac Servië                                           | 20,90      | Ladislav Prášil Tsjechië                                   | 20,66 SB        |
| Zevenkamp            | Ilja Sjkoerenjov Rusland                                       | 6.353 PB   | Arthur Abele Duitsland                                           | 6.279 PB   | Eelco Sintnicolaas Nederland                               | 6.185 SB        |

### Vrouwen
| Onderdeel            | Goud                                                                   | Goud       | Zilver                                                                           | Zilver   | Brons                                                                   | Brons    |
| -------------------- | ---------------------------------------------------------------------- | ---------- | -------------------------------------------------------------------------------- | -------- | ----------------------------------------------------------------------- | -------- |
| 60 m                 | Dafne Schippers Nederland                                              | 7,05 PB    | Dina Asher-Smith Verenigd Koninkrijk                                             | 7,08 NR  | Verena Sailer Duitsland                                                 | 7,09     |
| 400 m                | Natalja Pyhyda Oekraïne                                                | 51,96 SB   | Indira Terrero Spanje                                                            | 52,63 SB | Seren Bundy-Davies Verenigd Koninkrijk                                  | 52,64    |
| 800 m                | Selina Büchel Zwitserland                                              | 2.01,95    | Jekaterina Poistogova Rusland                                                    | 2.01,99  | Natalja Lupu Oekraïne                                                   | 2.02,25  |
| 1500 m               | Sifan Hassan Nederland                                                 | 4.09,04    | Angelika Cichocka Polen                                                          | 4.10,53  | Federica del Buono Italië                                               | 4.11,61  |
| 3000 m               | Svetlana Koedzelitsj Wit-Rusland                                       | 8.48,02 NR | Maureen Koster Nederland                                                         | 8.51,64  | Laura Muir Verenigd Koninkrijk                                          | 8.52,24  |
| 60 m horden          | Alina Talaj Wit-Rusland                                                | 7,85 NR    | Lucy Hatton Verenigd Koninkrijk                                                  | 7,90 PB  | Serita Solomon Verenigd Koninkrijk                                      | 7,93 PB  |
| 4×400 m              | Frankrijk Floria Guei Elea Mariama Diarra Agnes Raharolahy Marie Gayot | 3.31,61    | Verenigd Koninkrijk Kelly Massey Seren Bundy-Davies Laura Maddox Kirsten McAslan | 3.31,79  | Polen Joanna Linkiewicz Małgorzata Hołub Monika Szczęsna Justyna Święty | 3.31,90  |
| Verspringen          | Ivana Španović Servië                                                  | 6,98 NR    | Sosthene Moguenara Duitsland                                                     | 6,83     | Florentina Marincu Roemenië                                             | 6,79 AJR |
| Hink-stap-springen   | Jekaterina Koneva Rusland                                              | 14,69 PB   | Gabriela Petrova Bulgarije                                                       | 14,52    | Hanna Knyazyeva Israël                                                  | 14,49 NR |
| Hoogspringen         | Maria Lasitskene Rusland                                               | 1,97       | Alessia Trost Italië                                                             | 1,97 SB  | Kamila Lićwinko Polen                                                   | 1,94     |
| Polsstokhoogspringen | Anzjelika Sidorova Rusland                                             | 4,80 PB    | Ekateríni Stefanídi Griekenland                                                  | 4,75     | Angelica Bengtsson Zweden                                               | 4,70 NR  |
| Kogelstoten          | Anita Márton Hongarije                                                 | 19,23 NR   | Joelia Leantsjoek Wit-Rusland                                                    | 18,60    | Radoslava Mavrodjeva Bulgarije                                          | 17,83    |
| Vijfkamp             | Katarina Johnson-Thompson Verenigd Koninkrijk                          | 5.000 NR   | Nafissatou Thiam België                                                          | 4.696 PB | Eliška Klučinová Tsjechië                                               | 4.687 NR |

## Medailleklassement
| Plaats | Land                | Goud | Zilver | Brons | Totaal |
| 1      | Rusland             | 5    | 2      | 0     | 7      |
| 2      | Frankrijk           | 3    | 1      | 1     | 5      |
| 3      | Verenigd Koninkrijk | 2    | 4      | 3     | 9      |
| 4      | Tsjechië            | 2    | 1      | 3     | 6      |
| 5      | Nederland           | 2    | 1      | 2     | 5      |
| 6      | Duitsland           | 1    | 3      | 2     | 6      |
| 7      | Polen               | 1    | 2      | 4     | 7      |
| 8      | België              | 1    | 2      | 0     | 3      |
| 8      | Wit-Rusland         | 1    | 2      | 0     | 3      |
| 10     | Servië              | 1    | 1      | 0     | 2      |
| 10     | Turkije             | 1    | 1      | 0     | 2      |
| 12     | Zweden              | 1    | 0      | 2     | 3      |
| 13     | Oekraïne            | 1    | 0      | 1     | 2      |
| 14     | Hongarije           | 1    | 0      | 0     | 1      |
| 14     | Portugal            | 1    | 0      | 0     | 1      |
| 14     | Zwitserland         | 1    | 0      | 0     | 1      |
| 17     | Italië              | 0    | 2      | 1     | 3      |
| 18     | Griekenland         | 0    | 2      | 0     | 2      |
| 18     | Spanje              | 0    | 2      | 0     | 2      |
| 20     | Bulgarije           | 0    | 1      | 1     | 2      |
| 21     | Ierland             | 0    | 1      | 0     | 1      |
| 22     | Roemenië            | 0    | 0      | 2     | 2      |
| 23     | IJsland             | 0    | 0      | 1     | 1      |
| 23     | Noorwegen           | 0    | 0      | 1     | 1      |
| Totaal | Totaal              | 26   | 27     | 25    | 78     |

## Legenda
- AR = Werelddeelrecord (Area Record)
- CR = Kampioenschapsrecord (Championship Record)
- SB = Beste persoonlijke seizoensprestatie (Seasonal Best)
- PB = Persoonlijk record (Personal Best)
- NR = Nationaal record (National Record)
- ER = Europees record (European Record)
- WL = 's Werelds beste seizoensprestatie (World Leading)
- WJ = Wereld juniorenrecord (World Junior Record)
- WR = Wereldrecord (World Record)

1970 ·
1971 ·
1972 ·
1973 ·
1974 ·
1975 ·
1976 ·
1977 ·
1978 ·
1979 ·
1980 ·
1981 ·
1982 ·
1983 ·
1984 ·
1985 · 
1986 · 
1987 · 
1988 · 
1989 · 
1990 · 
1992 · 
1994 · 
1996 · 
1998 · 
2000 · 
2002 · 
2005 · 
2007 · 
2009 ·
2011 ·
2013 ·
2015 ·
2017 ·
2019 ·
2021 ·
2023 ·
2025
Belgische medaillewinnaars · Nederlandse medaillewinnaars